# Storstad (film)
Storstad (originaltitel: The Naked City) är en amerikansk film noir från 1948 i regi av Jules Dassin med Barry Fitzgerald i huvudrollen.

## Rollista
| Barry Fitzgerald | – Detective Lt. Dan Muldoon |
| Howard Duff      | – Frank Niles               |
| Dorothy Hart     | – Ruth Morrison             |
| Don Taylor       | – Detective Jimmy Halloran  |
| Frank Conroy     | – Captain Donahue           |
| Ted de Corsia    | – Willie Garza              |
| House Jameson    | – Dr. Lawrence Stoneman     |
| Anne Sargent     | – Mrs. Halloran             |
| Adelaide Klein   | – Mrs. Paula Batory         |
| Grover Burgess   | – Mr. Batory                |
| Tom Pedi         | – Detective Perelli         |
| Enid Markey      | – Mrs. Edgar Hylton         |
| Walter Burke     | – Pete Backalis             |
| Virginia Mullen  | – Martha Swenson            |
| Mark Hellinger   | – Berättare                 |

## Priser och utmärkelser
Vid Oscarsgalan 1949 vann filmen två Oscars, för Bästa klippning och för Bästa foto.

## Kuriosa
- Smeknamnet Eight Million Stories (Åtta miljoner berättelser) för staden New York härstammar från filmens sista scen, "There are eight million stories in the naked city. This has been one of them." ("Det finns åtta miljoner berättelser i den nakna staden. Det här var en av dem."). Detta smeknamn används bland annat av A Tribe Called Quest i låten "8 Million Stories" från albumet Midnight Marauders (1993).